# Mare Humorum

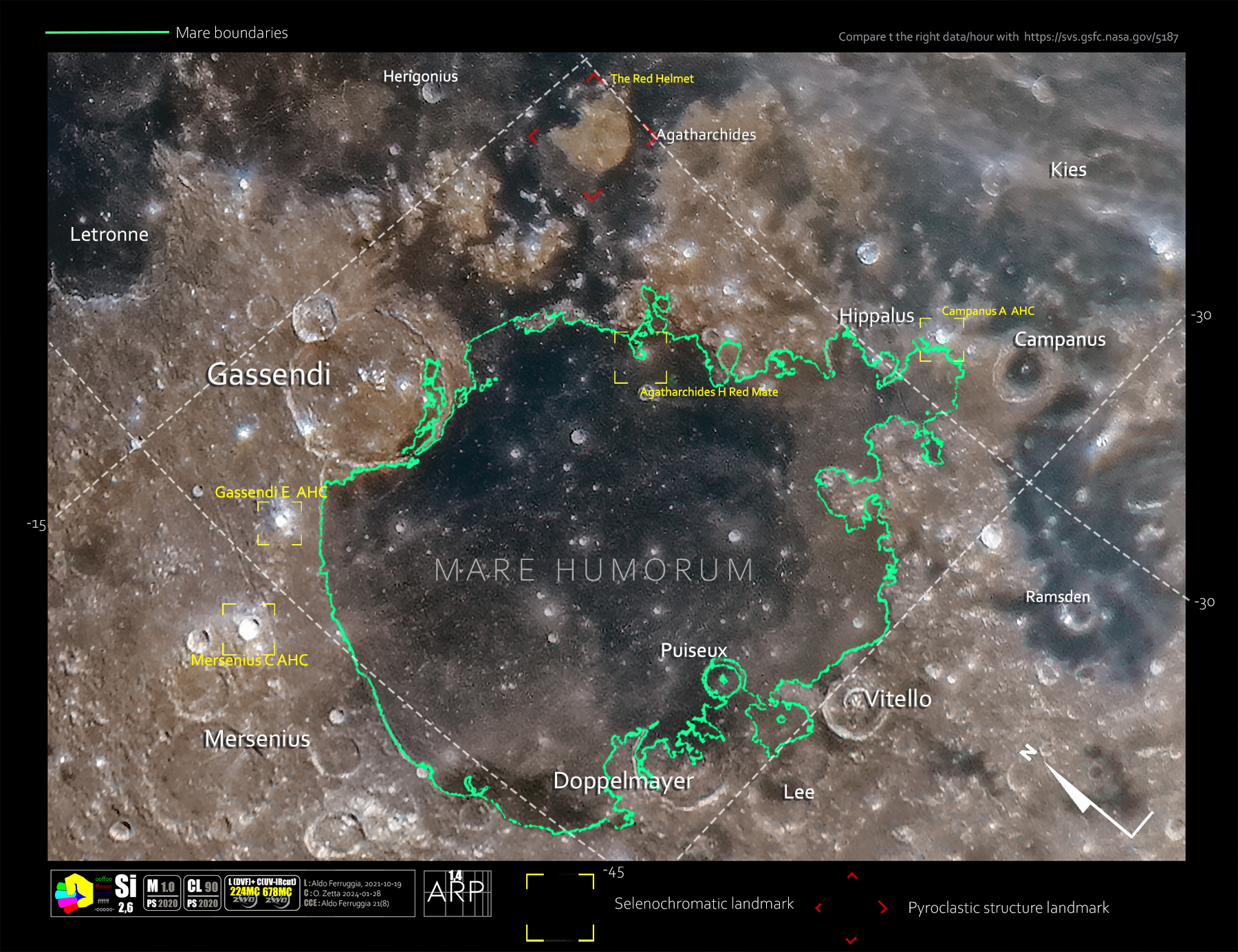
Immagine selenocromatica (Si) dell'area di Mare Humorum in Proiezione Rettificata Alterata(ARP); nell'immagine sono segnalati alcuni reperi selenocromatici

Il Mare Humorum (in latino Mare delle umidità) è una formazione geologica della superficie della Luna.